# Jabalpur
Jabalpur (en hindi जबलपुर), también conocida como Sanskardhani, es una ciudad del estado de Madhya Pradesh en la India. Es una de las ciudades más importantes de la India Central. Es la sede administrativa del distrito y la división de Jabalpur. Se encuentra situada geográficamente en el centro de la India, en la región de Mahakaushal. Es la vigésimo séptima aglomeración urbana en la India según el censo de 2001, y la número 325 a nivel mundial en 2006. Jabalpur es una de las ciudades con mayor tasa de crecimiento demográfico (la número 121 en la lista mundial). Recibió el certificado general ISO-9001, siendo el primer distrito indio en obtenerlo. Esto entró en vigor en abril de 2007.
Jabalpur es una de las ciudades con mayor tasa de impuestos sobre la renta ya que la sede de varios departamentos centrales y del estado están situados en esa localización, además de hospedar a miles de empleados del gobierno. Se conoce también como Sanskardhani, (Capital cultural).

## Demografía
Según el censo indio de 2001, Jabalpur tenía una población de 1.098.000 habitantes. Los hombres constituyen el 52 % de la población, mientras que el 48 % son mujeres. La tasa de alfabetización es del 75 %, por encima de la media nacional (estimada en 59,5 %). En 2001, el 12 % de la población de Jabalpur tenía menos de seis años de edad. 